# Чернова Віра Іванівна
Віра Іванівна Чернова (1925, Красна Стрілка — 9 липня 1974) — доярка навчально-дослідного господарства Івановського сільськогосподарського інституту, Івановська область.

## Біографія
Народилася в 1925 році в селі Красна Стрілка (нині — Большеігнатовського району Республіки Мордовія) в селянській родині. У воєнні роки, після школи, працювала в колгоспі, поштаркою в селі.
Після війни з родиною переїхала в Івановську область. Перший час працювала в полі, потім перейшла на ферму дояркою. Більше 10 років працювала дояркою навчально-дослідного господарства Івановського сільськогосподарського інституту.
В учгоспі особлива увага приділялася продуктивній чорно-рябій породі корів. На думку фахівців, від цієї породи можна було отримувати надої 5000 кг, у два рази більше ніж отримували тоді. Прийнявши стадо, Віра Іванівна провела спільно з зоотехніками та ветеринарами велику селекційну роботу, і через кілька років отримала бажаний результат — понад 5000 кг молока від кожної фуражної корови.
Указом Президії Верховної Ради СРСР від 8 квітня 1971 року за видатні успіхи, досягнуті в розвитку сільськогосподарського виробництва та у виконанні 8-го п'ятирічного плану продажу державі продуктів землеробства і тваринництва, Черновій Вірі Іванівні присвоєно звання Героя Соціалістичної Праці з врученням ордена Леніна і золотої медалі «Серп і Молот».
Надалі поліпшила свій результат. У 1973 році від закріпленої групи корів при соціалістичних зобов'язаннях 5500 кілограмів на одну фуражну корову та плані — 5306 отримала по 5642 кілограми молока. Це були найвищі показники в галузі.
Померла 9 липня 1974 року. Похована на цвинтарі села Панеєво Івановського району.
Нагороджена орденом Леніна, медалями.